# Kobresia nitens
Kobresia nitens är en halvgräsart som beskrevs av Charles Baron Clarke. Kobresia nitens ingår i släktet sävstarrar, och familjen halvgräs. Inga underarter finns listade i Catalogue of Life.